# Mozambička struja
Mozambička struja je morska struja u Indijskom oceanu koja nosi tople vodene mase prema jugu duž obala Južne Afrike. Teče između obala Madagaskara i Mozambika kroz Mozamički prolaz, i prelazi u Agulhašku struju.
Obale uz koje teče ova struja imaju značajnu korist od toplih vodenih masa, jer tu biljke mogu cvasti i uspijevati do duboko u zimu.
Smatra se, da uzročnici ove struje još uvijek nisu dovoljno istraženi. 
vidjeti i:
- morske struje
- termohalinska cirkulacija

## Poveznice
- Shematski prikaz važnijih morskih struja